# Dystrykt Sudhnati
Dystrykt Sudhnati (urdu: ضلع سدھنوتی, także Sudhnoti) – dystrykt w północno-wschodnim Pakistanie w Azad Dżammu i Kaszmirze. W 1998 roku liczył ok. 224 000 mieszkańców. Siedzibą administracyjną dystryktu jest Pallandari.